# Bamberg megye
Bamberg megye az Amerikai Egyesült Államokban, azon belül Dél-Karolina államban található. Megyeszékhelye Bamberg, mely egyben a legnagyobb városa is. Lakosainak száma 13 311 fő (2020. április 1.). Bamberg megye Orangeburg, Allendale, Hampton, Dorchester, Colleton és Barnwell megyékkel határos.

## Népesség
A megye népességének változása:
| Lakosok száma | 15 971 | 15 870 | 15 777 | 15 430 | 14 880 | 13 311 |
|               | 2010   | 2011   | 2012   | 2013   | 2015   | 2020   |